# Otto A. Böhmer
Otto A. Böhmer (* 10. Februar  1949 in Rothenburg ob der Tauber) ist ein deutscher Schriftsteller.

## Leben
Böhmer wuchs in Warendorf im Münsterland auf und studierte an den Universitäten Münster und Freiburg im Breisgau Philosophie, Politologie, Soziologie und Literaturwissenschaft. Er promovierte über Johann Gottlieb Fichte und war von 1977 bis 1986 als Lektor für mehrere Verlage (u. a. Brockhaus und Suhrkamp) tätig.
Er lebt als freier Schriftsteller, Übersetzer, Rundfunkautor, Filmemacher und Literaturkritiker in Wöllstadt/Wetterau.
Böhmer ist Mitglied des PEN-Zentrums Deutschland.

## Auszeichnungen
- 2001: Erich-Fried-Preis der Republik Österreich
- 2002: Kulturpreis für Literatur

## Bücher von Otto A. Böhmer
- Der Wunsch zu bleiben. 1983, ISBN 978-3-7172-0325-4.
- Das Jesuitenschlösschen. 1985, ISBN 978-3-471-77157-0.
- Die Sichtbarkeit der Dinge. Gedichte 1990, ISBN 3-89151-103-5.
- Lexikon der Dichter. Deutschsprachige Autoren von Roswitha von Gandersheim bis Peter Handke.
- Sternstunden der Philosophie. 1993/1994
- Der Hammer des Herrn., Reihe Die Andere Bibliothek, 1994/2000
- Neue Sternstunden der Philosophie. 1995
- Sofies Lexikon. 1997
- Lady Rose. 1996
- Als Schopenhauer ins Rutschen kam. 1997
- Fogerty. 1998
- Der junge Herr Goethe. 1999
- Weimarer Wahn. 1999
- Sternstunden der Literatur. 2003
- Lexikon der Dichter. 2004
- Das verborgene Heimweh.
- Immer nach Hause.
- Zeit des schönen Scheins.
- Warum ich ein Schicksal bin. Das Leben des Friedrich Nietzsche. 2004
- Der Zuwender. Historischer Roman aus der jüngsten Zeit. Weidle, Bonn 2006, ISBN 978-3-931135-97-3.
- Joseph von Eichendorff. Sein Leben. Diogenes, Zürich 2007, ISBN 978-3-257-23641-5.
- Wenn die Eintracht spielt. Roman. Weidle, Bonn 2007, ISBN 978-3-938803-03-5.
- Schopenhauer oder die Erfindung der Altersweisheit, C. H. Beck Verlag, München 2010 ISBN 978-3-406-60095-1.
- Hegel & Hegel oder der Geist des Weines, Erzählung. Klöpfer & Meyer, Tübingen 2011, ISBN 978-3-86351-017-6. Interview mit Reinhard Jellen (2012)
- Nächster Halt Himmelreich, Roman. Klöpfer & Meyer, Tübingen 2013, ISBN 978-3-86351-055-8.
- Calwer Frühling, Novelle. Edition Faust, Frankfurt/M. 2014, ISBN 978-3-9815893-9-9.
- Lichte Momente - Dichter und Denker von Platon bis Sloterdijk. Deutsche Verlags-Anstalt, München 2018, ISBN 978-3-421-04803-5.

### Hörbücher
- Warum ich ein Schicksal bin. Das Leben des Friedrich Nietzsche
- Erprobtes Glück. Das Leben des Johann Wolfgang Goethe
- Als der Mensch Mensch war. Radiobiografien zu Kant, Herder, Novalis
- In der großen Weltenuhr. Das Leben des Friedrich Schiller
- Nichts als ein Dichter. Das Leben des Heinrich Heine